# 동화처럼
《동화처럼》은 2013년 3월 17일부터 2013년 4월 7일까지 방영된 KBS 드라마 스페셜 연작 시리즈 시즌 3의 세 번째 작품이다.

## 등장 인물
- 이천희 : 김명제 역
- 최윤영 : 백장미 역
- 김정산 : 서정우 역
- 강예솔 : 한서영 역
- 최일화 : 명제의 아버지 역
- 정애리 : 장미의 어머니 역
- 정원중 : 장미의 아버지 역
- 장효진 : 김윤제 역
- 한승현 : 털보선배 역
- 천이슬